# سد ووجیانگدو
سد ووجیانگدو (به لاتین: Wujiangdu Dam) یک سد و نیروگاه برقابی در چین است که در Zunyi, Guizhou Province واقع شده‌است.